# Riviererwtenmossel
De riviererwtenmossel (Pisidium amnicum) is een in zoet water levende tweekleppige schelpensoort uit de familie Sphaeriidae.

## Naam
De soortnaam werd in 1774 gepubliceerd door Otto Friedrich Müller (1730-1784) als Tellina amnicum De naam amnicum heeft betrekking op het milieu waarin deze soort leeft. Amnicus (Latijn) = van de rivier.

## Beschrijving
Afmetingen van de schelp
- lengte: tot 11 millimeter.
- hoogte: tot 8,5 millimeter.
- semidiameter: tot 3,3 millimeter.

## Habitat
Pisidium amnicum leeft in bewogen water, voornamelijk in rivieren en beken. Ook in afgesneden meanders, vaarten, sloten en meren die door rivieren beïnvloed zijn.

## Huidige verspreiding
De riviererwtenmossel is inheems in Eurazië waarbij de soort veel algemener is ten noorden dan ten zuiden van de Alpen en de Pyreneeën. Geïntroduceerde populaties werden in 1897 voor het eerst geregistreerd in Noord-Amerika en deze soort komt voor in het hele gebied van de Grote Meren en de St. Lawrence-rivier. Er zijn ook waarnemingen beschreven uit de getijdengebieden van de Hudson en Delaware.

## Fossiel voorkomen
Pisidium amnicum is wijd verspreid in heel Europa en is bekend uit het Holoceen en alle interglacialen van het Pleistoceen.